# Dominik Greif
Dominik Greif (ur. 6 kwietnia 1997 w Bratysławie) – słowacki piłkarz występujący na pozycji bramkarza w hiszpańskim klubie RCD Mallorca oraz w reprezentacji Słowacji.

## Kariera klubowa

### Slovan Bratysława
W 2008 roku dołączył do akademii Slovana Bratysława. 1 lipca 2015 został przesunięty do pierwszego zespołu. Zadebiutował 20 października 2015 w meczu Pucharu Słowacji przeciwko FC Nitra (2:3). W Fortuna Liga zadebiutował 13 maja 2016 w meczu przeciwko MFK Zemplín Michalovce (1:1). 29 czerwca 2017 zadebiutował w kwalifikacjach do Ligi Europy w meczu przeciwko Piunikowi Erywań (1:4). W sezonie 2018/19 jego zespół zajął pierwsze miejsce w tabeli zdobywając mistrzostwo Słowacji. 10 lipca 2019 zadebiutował w kwalifikacjach do Ligi Mistrzów w meczu przeciwko FK Sutjeska Nikšić (1:1). 19 września 2019 zadebiutował w fazie grupowej Ligi Europy w meczu przeciwko Beşiktaşowi JK (4:2). W sezonie 2019/20 jego zespół ponownie zajął pierwsze miejsce w tabeli i zdobył mistrzostwo Słowacji.

## Kariera reprezentacyjna

### Słowacja U-19
W 2015 roku otrzymał powołanie do reprezentacji Słowacji U-19. Zadebiutował 12 listopada 2015 w meczu eliminacji do Mistrzostw Europy U-19 2016 przeciwko reprezentacji Rosji U-19 (1:1), w którym zdobył swoją pierwszą bramkę.

### Słowacja U-21
W 2018 roku otrzymał powołanie do reprezentacji Słowacji U-21. Zadebiutował 6 września 2018 w meczu towarzyskim przeciwko reprezentacji Włoch U-21 (3:0).

### Słowacja
W 2019 roku otrzymał powołanie do reprezentacji Słowacji. Zadebiutował 7 czerwca 2019 w meczu towarzyskim przeciwko reprezentacji Jordanii (5:1).

## Statystyki

### Klubowe
(aktualne na dzień 23 marca 2021)
| Klub               | Sezon              | Liga               | Liga  | Liga   | Puchar kraju | Puchar kraju | Europa | Europa | Inne  | Inne   | Suma  | Suma   |
| Klub               | Sezon              | Liga               | Mecze | Bramki | Mecze        | Bramki       | Mecze  | Bramki | Mecze | Bramki | Mecze | Bramki |
| ------------------ | ------------------ | ------------------ | ----- | ------ | ------------ | ------------ | ------ | ------ | ----- | ------ | ----- | ------ |
| Slovan Bratysława  | 2015/16            | Fortuna Liga       | 2     | 0      | 2            | 0            | 0      | 0      | –     | –      | 4     | 0      |
| Slovan Bratysława  | 2016/17            | Fortuna Liga       | 8     | 0      | 1            | 0            | 0      | 0      | –     | –      | 9     | 0      |
| Slovan Bratysława  | 2017/18            | Fortuna Liga       | 19    | 0      | 2            | 0            | 4      | 0      | 1     | 0      | 26    | 0      |
| Slovan Bratysława  | 2018/19            | Fortuna Liga       | 29    | 0      | 0            | 0            | 2      | 0      | –     | –      | 31    | 0      |
| Slovan Bratysława  | 2019/20            | Fortuna Liga       | 21    | 0      | 0            | 0            | 14     | 0      | –     | –      | 35    | 0      |
| Slovan Bratysława  | 2020/21            | Fortuna Liga       | 21    | 0      | 0            | 0            | 1      | 0      | –     | –      | 22    | 0      |
| Slovan Bratysława  | Ogólnie            | Ogólnie            | 100   | 0      | 5            | 0            | 21     | 0      | 1     | 0      | 127   | 0      |
| Ogólnie w karierze | Ogólnie w karierze | Ogólnie w karierze | 100   | 0      | 5            | 0            | 21     | 0      | 1     | 0      | 127   | 0      |

### Reprezentacyjne
(aktualne na dzień 23 marca 2021)
| Reprezentacja | Rok     | Mecze | Bramki |
| ------------- | ------- | ----- | ------ |
| Słowacja U-19 |         |       |        |
| 2015          | 2       | 1     |        |
| 2016          | 2       | 0     |        |
| Ogólnie       | Ogólnie | 4     | 1      |
| Słowacja U-21 |         |       |        |
| 2018          | 1       | 0     |        |
| Ogólnie       | Ogólnie | 1     | 0      |
| Słowacja      |         |       |        |
| 2019          | 2       | 0     |        |
| 2020          | 2       | 0     |        |
| Ogólnie       | Ogólnie | 4     | 0      |

| Mecze i gole w reprezentacji | Mecze i gole w reprezentacji | Mecze i gole w reprezentacji | Mecze i gole w reprezentacji | Mecze i gole w reprezentacji | Mecze i gole w reprezentacji | Mecze i gole w reprezentacji | Mecze i gole w reprezentacji |
| Słowacja U-19                | Słowacja U-19                | Słowacja U-19                | Słowacja U-19                | Słowacja U-19                | Słowacja U-19                | Słowacja U-19                | Słowacja U-19                |
| Lp.                          | Data                         | Miejsce                      | Gospodarz                    | Gość                         | Wynik                        | Gol                          | Rozgrywki                    |
| ---------------------------- | ---------------------------- | ---------------------------- | ---------------------------- | ---------------------------- | ---------------------------- | ---------------------------- | ---------------------------- |
| 1.                           | 12.11.2015                   | Soczi                        | Rosja U-19                   | Słowacja U-19                | 1:1                          | Gol                          | el. ME U-19 2016             |
| 1.                           | 14.11.2015                   | Soczi                        | Słowacja U-19                | Norwegia U-19                | 2:2                          |                              | el. ME U-19 2016             |
| 1.                           | 24.03.2016                   | Lafnitz                      | Austria U-19                 | Słowacja U-19                | 3:1                          |                              | el. ME U-19 2016             |
| 1.                           | 26.03.2016                   | Gleisdorf                    | Czechy U-19                  | Słowacja U-19                | 1:2                          |                              | el. ME U-19 2016             |
| Słowacja U-21                |                              |                              |                              |                              |                              |                              |                              |
| Lp.                          | Data                         | Miejsce                      | Gospodarz                    | Gość                         | Wynik                        | Gol                          | Rozgrywki                    |
| 1.                           | 06.09.2018                   | Dunajská Streda              | Słowacja U-21                | Włochy U-21                  | 3:0                          |                              | Mecz towarzyski              |
| Słowacja                     |                              |                              |                              |                              |                              |                              |                              |
| Lp.                          | Data                         | Miejsce                      | Gospodarz                    | Gość                         | Wynik                        | Gol                          | Rozgrywki                    |
| 1.                           | 07.06.2019                   | Trnawa                       | Słowacja                     | Jordania                     | 5:1                          |                              | Mecz towarzyski              |
| 1.                           | 13.10.2019                   | Bratysława                   | Słowacja                     | Paragwaj                     | 1:1                          |                              | Mecz towarzyski              |
| 1.                           | 04.09.2020                   | Bratysława                   | Słowacja                     | Czechy                       | 1:3                          |                              | LN 2020/2021                 |
| 1.                           | 14.10.2020                   | Trnawa                       | Słowacja                     | Izrael                       | 2:3                          |                              | LN 2020/2021                 |

## Sukcesy

### Slovan Bratysława
- Wicemistrzostwo Słowacji (3×): 2015/2016, 2016/2017, 2017/2018
- Mistrzostwo Słowacji (2×): 2018/2019, 2019/2020
- Puchar Słowacji (2×): 2016/2017, 2017/2018